# إيثامبيوتول\آيزونيازيد\ريفامبيسين
إيثامبيوتول\أيزونزايد\ريفامبين المعرُوف أيضًا باسم  ريفامبين\إيثامبوتول\بيرازيناميد هو دواء يُستخدم لعلاج مرض السل،وهي تركيبة جرعة ثابتة من إيثامبوتول وإيزونيازيد وريفامبيسين.  يتم استخدامه مع أدوية أخرى مضادة للمتفطرات.  يُؤخذ هذا الدواء عن طريق الفم. تشمل الآثار الجانبية التأثيرات الناجمة عن الأدوية الأساسية، وقد لا يكون استخدامه مناسبًا للأطفال.
وهو مدرجة في قائمة الأدوية الأساسية لمنظمة الصحة العالمية، وهو من الأدوية الأكثر فعالية وأمانًا في النظام الصحي. تبلغ تكلفة الجملة في العالم النامي حوالي 6.74 إلى 16.13 دولارًا أمريكيًا في الشهر.